# Minete
Minete è un personaggio della mitologia greca, figlio di Eveno e re di Cilicia e marito di Briseide. Secondo il mito durante la guerra di Troia fu ucciso da Achille che ridusse in schiavitù la moglie.